# Episodi de La grande vallata (prima stagione)
| nº | Titolo originale            | Titolo italiano             | Codice di produzione | Prima TV USA      | Prima TV Italia |
| -- | --------------------------- | --------------------------- | -------------------- | ----------------- | --------------- |
| 1  | Palms of Glory              | Orizzonti di gloria         | (#5929)              | 15 settembre 1965 |                 |
| 2  | Forty Rifles                | Il generale Wallant         | (#6319)              | 22 settembre 1965 |                 |
| 3  | Boots with My Father's Name | Gli stivali di Tom Barkley  | (#6315)              | 29 settembre 1965 |                 |
| 4  | The Young Marauders         | Il rapimento di Audra       | (#6301)              | 6 ottobre 1965    |                 |
| 5  | The Odyssey of Jubal Tanner | L'odissea di Jubal          | (#6311)              | 13 ottobre 1965   |                 |
| 6  | Heritage                    | L'eredità dei Barkley       | (#6305)              | 20 ottobre 1965   |                 |
| 7  | Winner Lose All             | La proprietà dei Barkley    | (#6317)              | 27 ottobre 1965   |                 |
| 8  | My Son, My Son              | Le follie di Evan           | (#6321)              | 3 novembre 1965   |                 |
| 9  | Earthquake!                 | Il terremoto                | (#6323)              | 10 novembre 1965  |                 |
| 10 | The Murdered Party          | Un caso di assassinio       | (#6325)              | 17 novembre 1965  |                 |
| 11 | The Way to Kill a Killer    | Epidemia al ranch           | (#6307)              | 24 novembre 1965  |                 |
| 12 | Night of the Wolf           | Il morso del lupo           | (#6335)              | 1 dicembre 1965   |                 |
| 13 | The Guilt of Matt Bentell   | La colpa di Matt Bentell    | (#6327)              | 08 dicembre 1965  |                 |
| 14 | The Brawlers                | Gli irlandesi               | (#6303)              | 15 dicembre 1965  |                 |
| 15 | Judgement in Heaven         | La ragazza di Billy Joe     | (#6341)              | 22 dicembre 1965  |                 |
| 16 | The Invaders                | Un giorno di terrore        | (#6309)              | 29 dicembre 1965  |                 |
| 17 | By Fires Unseen             | Una sposa per Nick Barkley  | (#6339)              | 5 gennaio 1966    |                 |
| 18 | A Time to Kill              | Il falsario                 | (#6343)              | 19 gennaio 1966   |                 |
| 19 | Teacher of Outlaws          | Il bandito e la maestra     | (#6337)              | 23 gennaio 1967   |                 |
| 20 | Under a Dark Star           | Il detenuto di San Quintino | (#6313)              | 09 febbraio 1966  |                 |
| 21 | Barbary Red                 | Il viaggio senza ritorno    | (#6329)              | 16 febbraio 1966  |                 |
| 22 | The Death Merchant          | Handy il killer             | (#6331)              | 23 febbraio 1966  |                 |
| 23 | The Fallen Hawk             | Il ricatto di un amico      | (#6347)              | 20 febbraio 1967  |                 |
| 24 | Hazard                      | Gioco d'azzardo             | (#6349)              | 9 marzo 1966      |                 |
| 25 | Into the Widow's Web        | Legittima difesa            | (#6333)              | 23 marzo 1966     |                 |
| 26 | By Force and Violence       | L'evaso di Tamarack         | (#6351)              | 30 marzo 1966     |                 |
| 27 | The River Monarch           | Il re del fiume             | (#6353)              | 6 aprile 1966     |                 |
| 28 | The Midas Man               | Il favoloso Mida            | (#6355)              | 13 aprile 1966    |                 |
| 29 | Tunnel of Gold              | Il tunnel dell'oro          | (#6357)              | 20 aprile 1966    |                 |
| 30 | Last Train to the Fair      | Dramma sul treno            | (#6345)              | 27 aprile 1966    |                 |

## Orizzonti di gloria
- Titolo originale: Palms of Glory
- Diretto da: William A. Graham
- Scritto da: Christopher Knopf

### Trama
San Joaquin Valley, California. La benestante famiglia Barkley, composta dalla matriarca Victoria e dai suoi quattro figli Jarrod, Nick, Audra ed Eugene, gestisce un ranch nelle vicinanze di Stockton. Jarrod, affermato avvocato, scopre che la ferrovia intende costringere con la forza gli agricoltori della vallata a cedere le loro terre; come se non bastasse, al ranch arriva un ragazzo di nome Heath che sostiene di essere il figlio illegittimo di Tom Barkley, defunto marito di Victoria, e di essere venuto per reclamare ciò che gli spetta. Jarrod e Nick non gli credono e gli offrono denaro affinché rinunci alle sue pretese; Heath, indignato, rifiuta e lascia il ranch. Audra, senza dire nulla ai fratelli, raggiunge Heath in città e cerca di sedurlo per estorcergli la verità, ma il ragazzo la respinge, ribadendo la propria convinzione di essere un Barkley; l'accaduto, però, gli fa comprendere che né Victoria né i fratellastri lo accetteranno in famiglia e Heath decide di andarsene. Tornato al ranch per prendere il denaro che Jarrod e Nick gli avevano offerto prima di lasciare la vallata, Heath s'imbatte in Victoria, la quale si dichiara pronta a riconoscerlo come membro della famiglia se Heath le dimostrerà il valore che da sempre contraddistingue i ragazzi Barkley; Heath si schiera dunque al fianco di Jarrod e Nick per aiutarli a respingere i pistoleri assoldati dalla ferrovia, e così facendo ottiene il proprio posto in famiglia.
- Altri interpreti: Charles Briles (Eugene Barkley), Len Wayland (sceriffo Lyman), Vincent Gardenia (John Sample), Dal McKennon (Abner Wirth), Dennis Cross (Hoak), Arthur Peterson (Swenson), Napoleon Whiting (Silas), Miguel de Anda (Ciego), Melvin Allen (Morgan), Malachi Throne (Crown).

## Il generale Wallant
- Titolo originale: Forty Rifles
- Diretto da: Bernard McEveety
- Scritto da: Christopher Knopf

### Trama
Heath sta imparando a gestire il ranch sotto la guida di Nick, ma ha grosse difficoltà ad essere accettato dai dipendenti dei Barkley, che non riconoscono la sua autorità. Nick riceve la visita del generale Wallant, sotto cui ha servito durante la Guerra di Secessione. Wallant è stato in realtà radiato dall'esercito e collabora con alcuni terroristi messicani intenzionati ad impadronirsi del territorio: l'uomo intende reclutare i mandriani dei Barkley per farne il proprio esercito personale approfittando del loro malanimo nei confronti di Heath. Il ragazzo scopre il suo piano e riesce ad eliminarlo, guadagnandosi anche il rispetto degli uomini.
- Guest Star: Andrew Duggan (generale Wallant), John Milford (Barrett).
- Altri interpreti: Charles Briles (Eugene Barkley), Calvin Brown (Lillard), Douglas Kennedy (McColl), Walter Edmiston (Spock), Allen Jaffe (Cota), Lincoln Tate (Schad), Michael Fox (De Koven), Chuck Bail (Brown).

## Gli stivali di Tom Barkley
- Titolo originale: Boots with My Father's Name
- Diretto da: Joseph H. Lewis
- Scritto da: Mel Goldberg, Les Pine, Tina Rome

### Trama
Eugene torna a casa per la commemorazione di Tom Barkley e Victoria gli offre un paio di vecchi stivali di Tom da indossare per la cerimonia; curiosamente, però, l'unico a cui gli stivali calzano risulta essere Heath. I Barkley sono molto turbati, soprattutto Victoria, la quale, profondamente legata al ricordo di Tom, inizia a chiedersi se il marito l'amasse davvero; decisa a saperne di più, la donna viaggia fino a Strawberry, la città natale di Heath, per conoscere i parenti del figliastro. Qui Victoria incontra Hannah, un'anziana amica di Leah, la defunta madre di Heath, che le conferma che Matt e Martha Simmons, gli zii materni di Heath, vivono ancora a Strawberry, ma l'avverte anche di stare lontano da loro. Victoria si reca comunque dai Simmons, ma l'incontro le lascia l'amaro in bocca: Matt è un uomo debole e succube di Martha, che senza mezzi termini descrive Tom Barkley come un uomo crudele e insensibile che abbandonò Leah non appena rimase incinta. Si tratta però solo di menzogne: Martha, in realtà, progetta di sfruttare il senso di colpa di Victoria per arricchirsi e lasciare Strawberry. Victoria scopre la verità grazie ad Hannah e viene tirata fuori dai guai da Heath. Martha non si dà per vinta e convince il suo amante, Phelps, a uccidere Victoria e Heath, ma il ragazzo riesce ad eliminarlo. Tornati a Stockton, Heath si riconcilia con i fratelli e l'episodio si chiude con Victoria, ormai serena, che ammira la statua che la città ha realizzato in memoria di Tom Barkley.
- Guest Star: Jeanne Cooper (Martha Simmons), John Anderson (Matt Simmons), Richard Devon (Phelps).
- Altri interpreti: Charles Briles (Eugene Barkley), Beah Richards (Hannah), John Harmon (negoziante di Strawberry), Napoleon Whiting (Silas).

## Il rapimento di Audra
- Titolo originale: The Young Marauders
- Diretto da: Paul Wendkos
- Scritto da: Peter Packer

### Trama
Audra rischia di essere travolta da un branco di cavalli selvaggi e viene salvata da Lloyd, un affascinante giovanotto che non tarda a farle battere il cuore. Il ragazzo afferma di essere un cacciatore di cavalli, ma in realtà è un reduce confederato e capeggia una banda di fuorilegge che da qualche tempo taglieggia gli agricoltori della vallata. Audra, completamente ignara, lo invita a casa per farlo conoscere alla famiglia e Heath e Nick intuiscono subito che qualcosa non quadra. Gli incidenti nella vallata proseguono, e Lloyd viene infine messo con le spalle al muro; ciononostante, Audra continua a credere in lui. Costretto a fuggire, Lloyd progetta di lasciare immediatamente la vallata contro il parere del resto della banda. Audra raggiunge Lloyd per parlargli e la situazione precipita: la ragazza viene presa in ostaggio dalla banda e ai Barkley arriva una richiesta di riscatto. I Barkley sono costretti a pagare; Lloyd, contrario al rapimento di Audra sin dall'inizio, cerca di liberarla, ma viene ucciso da un ex-complice. La banda, però, è ormai scoperta e viene arrestata subito con l'aiuto dei Barkley. Il giorno dopo, Audra libera uno stallone che Lloyd aveva catturato per lei e lo guarda allontanarsi nella prateria con le lacrime agli occhi.
- Guest Star: Sean Garrison (Lloyd).
- Altri interpreti: James Patterson (Jamie Drumm), Buck Taylor (Turk), Kevin Hagen (Harry Coleman), Virginia Christine (Margaret Coleman), Julie Payne (Francie), Ken Lynch (Jacobsen), James Gavin (Graff), Robert Porter (Tobe), Mort Mills (Sceriffo) J.P. Burns (pastore), Napoleon Whiting (Silas).

## L'odissea di Jubal
- Titolo originale: The Odyssey of Jubal Tanner
- Diretto da: Arnold Laven
- Scritto da: Paul Savage

### Trama
I Barkley ricevono la visita di Jubal Tanner, un vecchio amico di Victoria, in viaggio con il nipotino Chad. Anni addietro, Tom gli aveva ceduto a titolo gratuito un terreno dove sistemarsi, ma Jubal, non volendo accettare alcuna carità, decise di occuparla solo quando avesse avuto il denaro necessario a pagarla; ora che ha accumulato la somma necessaria, Jubal è tornato per sistemarsi definitivamente. Sfortunatamente, però, il terreno è parte di un piano di Jarrod e Nick per costruire una diga che inondi parte della vallata. Il progetto garantirà lavoro agli abitanti della vallata e la notizia che tutto potrebbe saltare è causa di un enorme malcontento; Jubal, però, è adesso a tutti gli effetti il proprietario della terra e non vuole cederla nonostante i tentativi di Jarrod di convincerlo. La situazione precipita rapidamente, e Jubal viene infine ucciso dagli uomini della vallata. I Barkley aiutano Chad a sistemarsi in città da alcuni parenti e ottengono il suo permesso di dare alla diga il nome di Jubal in memoria del suo coraggio.
- Guest Star: Arthur O'Connell (Jubal Tanner), Jason Evers (Colter).
- Altri interpreti: Sheldon Golomb (Chad), Ken Mayer (Crowell), K.L. Smith (Dutton), Tom Browne Henry (Presidente), Harlan Warde (Finletter), Dick Farnsworth (Bolin), Larry Doyle (uomo di Stockton).

## L'eredità dei Barkley
- Titolo originale: Heritage
- Diretto da: Paul Wendkos
- Scritto da: Carey Wilber

### Trama
Una città mineraria in cui i Barkley hanno interessi economici è funestata da atti di sabotaggio e vandalismo sempre più gravi che hanno costretto la compagnia a sospendere l'attività di estrazione. Heath vi si reca per risolvere la situazione e si scontra immediatamente con un clima di ostilità e totale indisciplina. L'amministratore Colin Murdoch spiega che i minatori sono in sciopero per protesta contro le pessime condizioni di vita e la recente riduzione del salario: la compagnia intende risolvere il problema assumendo manodopera cinese a basso costo entro una settimana se i minatori non riprenderanno il lavoro. Il capo del picchetto è Dion O'Doul, una vecchia conoscenza di Heath, che tuttavia rifiuta il consiglio dell'amico di tentare la via della diplomazia. Heath scampa ad un agguato dei minatori grazie alla giovane prostituta Brydie Hanrihan: Tim, il padre della ragazza, è un ex minatore rimasto invalido durante un crollo e rivela a Heath che le vere ragioni del malcontento sono le promesse non mantenute che Tom Barkley fece agli operai. Jarrod, informato da Heath, scopre che la compagnia in realtà ignorò il desiderio di Tom di garantire buone condizioni ai minatori e riesce a risolvere le cose; i minatori, soddisfatti, cessano lo sciopero, ma Dion, convinto che le cose non cambieranno affatto, decide di far saltare in aria la miniera; Heath, a malincuore, è costretto ad ucciderlo.
- Guest Star: Anne Helm (Brydie Hanrihan), Sherwood Price (Dion O'Doul), Ford Rainey (Colin Murdoch).
- Altri interpreti: John McLiam (Paddy The Ghoul), Richard Hale (Samuel Hummel), Harry Swoger (Newton), Brendan Dillon (Tim Hanrihan), Bing Russell (Jack Tolliver), Zolya Talma (Crone), Richard O'Brien (Bryce), J.P. Burns (Mourner).

## La proprietà dei Barkley
- Titolo originale: Winner Lose All
- Diretto da: Richard C. Sarafian
- Scritto da: Harry Kronman

### Trama
I Barkley devono risolvere una questione di confini con i Montero, una benestante famiglia di origine ispanica con cui sono sempre stati in buoni rapporti: don Alfredo Montero intende infatti espropriare il terreno di Bert Hadley, un coltivatore a cui Tom Barkley aveva concesso la terra come ricompensa per gli anni di lavoro, sostenendo che il terreno in questione appartenga a lui; a complicare le cose, Maria, la figlia di don Alfredo, e Heath si innamorano e ciò scatena l'indignazione di don Alfredo, che non accetta l'idea di uno statunitense come possibile genero. Alla fine, don Alfredo acconsente all'unione tra le famiglie, ma impone che Maria sposi Nick anziché Heath, non vedendo di buon occhio le origini illegittime del ragazzo; ciò raffredda ulteriormente i rapporti tra i Barkley e i Montero. Hadley, piuttosto che cedere, è disposto a dar fuoco a tutto, e Maria, contro la volontà del padre, aiuta Heath e Nick a cercare di fermare l'uomo. La situazione viene risolta dallo stesso don Alfredo il quale, pentito, rinuncia alla terra di Hadley e decide di partire. Maria, nonostante abbia avuto il permesso di rimanere, non vuole abbandonare il padre; così, dopo un ultimo addio a Heath, la ragazza lascia per sempre la vallata.
- Guest Star: Henry Wilcoxon (don Alfredo Montero), Katharine Ross (Maria Montero).
- Altri interpreti: Karl Swenson (Bert Hadley), Gregg Palmer (Mel Coombs), Naomi Stevens (donna Angelina Montero), Max Kleven (Dave Willems), Robert Cabal (Luis), Miguel de Anda (Ciego), Napoleon Whiting (Silas).

## Le follie di Evan
- Titolo originale: My Son, My Son
- Diretto da: Paul Henreid
- Scritto da: Paul Schneider

### Trama
Audra rivede dopo tanti anni Evan Miles, un suo amico d'infanzia, in occasione del proprio compleanno. Il ragazzo non nasconde la propria attrazione per Audra e la cosa degenera rapidamente: Heath interviene appena in tempo per salvare la sorella dalle sgradite attenzioni di Evan. I genitori di Evan, Wally e Jenny, hanno una strana reazione: Wally minimizza l'accaduto e Jenny si scusa con i Barkley, ma entrambi si comportano come se avessero previsto il comportamento di Evan. Nei giorni successivi il ragazzo continua a causare problemi ai Barkley, finché un incidente particolarmente grave culmina con il ferimento di Heath. Jarrod, a questo punto, indaga sul passato di Evan e scopre che il giovane soffre di una seria instabilità mentale ed è stato espulso dal college che frequentava a causa di numerosi episodi violenti, tutti coperti da Wally. Evan, ormai completamente ossessionato da Audra, l'aggredisce nuovamente e questa volta a fermarlo è Victoria, che si vede costretta ad ucciderlo per salvare la figlia. Wally, furioso, intende denunciare Victoria, ma le prove raccolte da Jarrod sono schiaccianti e Jenny stessa costringe il marito ad ammettere la malattia di Evan: Victoria viene così assolta per legittima difesa.
- Guest Star: Robert Walker Jr. (Evan Miles), R.G. Armstrong (Wally Miles), Katharine Bard (Jenny Miles).
- Altri interpreti: Charles Briles (Eugene Barkley), Mort Mills (sceriffo Fred Madden), Napoleon Whiting (Silas), Ron Nicholas (giovane uomo), Gene Pinkerton (mandriano dei Miles).

## Il terremoto
- Titolo originale: Earthquake!
- Diretto da: Paul Henreid
- Scritto da: Oliver Crawford

### Trama
Un terribile terremoto colpisce la vallata: Victoria, che in quel momento si trovava in una chiesa, rimane intrappolata assieme a Tate, un ex dipendente dei Barkley appena licenziato da Nick, e Naomi, una giovane indiana incinta. Il sisma ha fatto precipitare i tre nei meandri di un'immensa miniera; mentre le scosse di assestamento continuano a colpire la regione, i fratelli Barkley tentano di localizzare la madre prima che sia troppo tardi e Victoria deve fare i conti con Tate, sempre più ostile e rancoroso nei suoi confronti. Ralph Snyder, un negoziante, possiede le mappe della miniera, ma anziché consegnarle tenta di distruggerle; sorpreso da Heath, l'uomo è costretto a confessare di essere stato lui a mettere incinta Naomi e vuole impedire che la ragazza venga salvata per nascondere il tradimento alla moglie, Ann. La miniera è comunque inaccessibile a causa del sisma e Heath riesce a trovare un'entrata grazie a Jeb, un uomo dei Barkley che in passato vi ha lavorato; Victoria viene tratta in salvo, mentre Tate perde la vita a causa di un crollo e Naomi muore nel dare alla luce una bambina. Snyder, affranto e pentito, prende con sé la figlia per crescerla assieme ad Ann.
- Guest Star: Charles Bronson (Tate), Aliza Gur (Naomi).
- Altri interpreti: Wesley Lau (Ralph Snyder), Audrey Dalton (Ann Snyder), Robert Karnes (padre Nichols), Mort Mills (sceriffo Fred Madden), William Fawcett (Jeb), Robert B. Williams (Joel), John Craven (medico).

## Un caso di assassinio
- Titolo originale: The Murdered Party
- Diretto da: Virgil W. Vogel
- Scritto da: Jack Curtis

### Trama
Heath è testimone oculare dell'omicidio del colonnello Carl Ashby, uno degli uomini più influenti e rispettati della vallata. L'accusato, individuato da Heath, è un uomo di nome Korby Kyles; Jake, il padre di Korby, vuole che sia Jarrod il suo avvocato difensore, ma quest'ultimo rifiuta a causa del conflitto d'interessi creato dalla testimonianza di Heath e della pessima fama dei Kyles, noti in tutta la vallata per essere delinquenti e fannulloni. Dopo una lunga riflessione ed aver parlato con Korby, tuttavia, Jarrod si convince della sua innocenza e decide di difenderlo: ciò crea alcune tensioni tra i Barkley e Jarrod si ritrova isolato dal resto della famiglia. Korby sostiene che Ashby portasse avanti dei traffici illeciti e di essere uno dei suoi corrieri; Ashby sarebbe stato dunque ucciso da un rivale nel corso di una trattativa finita male e Heath avrebbe frainteso a causa del fatto che era notte fonda. Al processo, tuttavia, la colpevolezza di Korby è inequivocabilmente dimostrata e Jarrod è infine costretto ad ammettere a se stesso e alla sua famiglia di aver preso un terribile abbaglio.
- Guest Star: Warren Oates (Korby Kyles), Larry D. Mann (Jake Kyles).
- Altri interpreti: Fred Holliday (Emmet Kyles), Paul Potash (Alan Kyles), Mort Mills (sceriffo Fred Madden), Bill Quinn (George Allison), Jim Boles (Barber), Paul Fix (procuratore distrettuale Greene), Napoleon Whiting (Silas), Walter Woolf King (giudice), Charles Wagenheim (addetto ai bagagli).

## Epidemia al ranch
- Titolo originale: The Way to Kill a Killer
- Diretto da: Joseph M. Newman
- Scritto da: Judith and Robert Guy Borrows

### Trama
Mariano Montoya, un vecchio amico di Nick, arriva a Stockton per vendere i capi di una piccola mandria che è riuscito a creare a partire da un vitellino donatogli da Nick stesso diversi anni prima e i Barkley gli concedono i loro pascoli per l'ingrasso degli animali prima dell'apertura del mercato. Improvvisamente, però, i bovini iniziano a morire uno dopo l'altro; Mariano tenta di tenere nascosta la cosa, ma i Barkley non tardano a rendersi conto che la mandria ha contratto il carbonchio e cercano di convincerlo ad abbattere gli animali prima che l'epidemia si diffonda ulteriormente. Mariano rifiuta testardamente e uno dei suoi uomini viene ferito da un colpo di fucile esploso dai Barkley; Eugene, tornato dal college per qualche giorno, suggerisce di somministrare un nuovo rimedio, un vaccino. Sia Mariano che i Barkley sono molto perplessi e alla fine Mariano acconsente a patto che il vaccino sia prima testato sul toro dei Barkley, del valore di ben 10.000 dollari. Nick, in virtù dell'antica amicizia, accetta: il vaccino si rivela efficace e la mandria di Mariano è salva.
- Guest Star: Martin Landau (Mariano Montoya).
- Altri interpreti: Charles Briles (Eugene Barkley), Rudolfo Acosta (Rico), Arthur Space (prof. Hawthorne), Pepe Hern (vaquero), Carlos Rivero (anziano messicano), Napoleon Whiting (Silas), Read Morgan (sceriffo).

## Il morso del lupo
- Titolo originale: Night of the Wolf
- Diretto da: Joseph H. Lewis
- Scritto da: Margaret Armen

### Trama
Mentre si trova al pascolo con Heath, Nick viene morso da un lupo forse rabbioso, cosa che lo condannerebbe a morte certa: se Nick sopravviverà per sessanta giorni, ossia il tempo d'incubazione della malattia, si salverà. Angosciato e non volendo dare un dolore alla sua famiglia, Nick fa giurare a Heath di mantenere il suo segreto e parte per la cittadina di Willow Springs per rivedere un'ultima volta Jeanie Price, una ragazza di cui un tempo era molto innamorato. Giunto a Willow Springs, tuttavia, Nick scopre che Jeanie è morta anni prima in una terribile epidemia di tifo e viene aggredito da due delinquenti che approfittano di un malore dovuto al morso di lupo per cercare di derubarlo. Nick viene soccorso da Julia Jenkins, una giovane sarta nubile che vive da sola assieme al figlioletto Tommy, e che si offre di prendersi cura di lui se Nick accetterà di sposarla, in modo da poter dare un cognome al figlio. Nick, ovviamente, rifiuta la bizzarra proposta, al che Julia, che comunque non aveva grandi speranze, non insiste e gli offre ugualmente assistenza per il resto dei sessanta giorni. Tutto va per il meglio, ma una sera Julia viene ferita mortalmente dagli stessi uomini che avevano cercato di rapinare Nick; prima che la donna muoia, Nick decide di esaudire il suo desiderio e la sposa con un rito improvvisato e privo di valore legale. Poco tempo dopo Heath raggiunge Nick e gli annuncia che i sessanta giorni sono trascorsi, il che significa che Nick è ormai salvo. Nick, felice, torna a casa, ma prima accompagna Tommy in Tennessee dai nonni materni, com'era volontà di Julia.
- Guest Star: Nancy Olson (Julia Jennings), Ronny Howard (Tommy).
- Altri interpreti: Yuki Shimoda (Po Hsien), Ted Gehring (Larsh), Bruce Gibson (Pete), Chubby Johnson (Dr. Borland), Richard Wendley (medico di Willow Springs), Russell Trent (barista).

## La colpa di Matt Bentell
- Titolo originale: The Guilt of Matt Bentell
- Diretto da: Lewis Allen
- Scritto da: Paul Savage

### Trama
I Barkley apprendono che l'uomo che hanno incaricato di un disboscamento è in realtà Matt Bentell, il comandante di un campo di prigionia confederato in cui, durante la guerra, è stato rinchiuso anche Heath. Quest'ultimo intende ucciderlo per vendicare le atrocità subite in passato, ma Victoria e Jarrod lo convincono a rinunciare; inoltre decidono di non licenziare Bentell, ma di farlo lavorare sotto la supervisione di Heath. La pessima fama di Bentell non tarda a causare problemi ai lavori: molti degli uomini assunti sono infatti stati detenuti nel suo campo di prigionia e covano nei suoi confronti lo stesso desiderio di vendetta di Heath. Il ragazzo è particolarmente ostile verso Bentell a causa dell'uccisione a sangue freddo di un gruppo di prigionieri che avevano tentato la fuga, ma inizia a comprendere anche il punto di vista del suo antico aguzzino quando scopre che l'imboscata fu possibile grazie ad un traditore che informò Bentell; l'informatore in questione è Aaron Condon, che vendette le vite dei compagni in cambio di un medico per salvare la vita al fratello Gil. I Condon sono entrambi tra gli uomini ingaggiati per il disboscamento e intendono uccidere Bentell per nascondere il loro tradimento; i fratelli appiccano dunque un incendio per creare un diversivo e Bentell rischia la vita per salvare Heath, mentre i Condon muoiono entrambi schiacciati dal crollo di un albero in fiamme. Tutto si risolve per il meglio e Heath riesce finalmente a perdonare Bentell.
- Guest Stars: John Anderson (Matt Bentell), Martine Bartlett (Cinda Bentell).
- Altri interpreti: Morgan Woodward (Aaron Condon), Anthony Zerbe (Gil Condon), Chuck Bail (Donlon), Gene Dynarski (Pollick), Paul Sorensen (Strawboss), John Goff (Morley).

## Gli irlandesi
- Titolo originale: The Brawlers
- Diretto da: Joseph Pevney
- Scritto da: William Norton

### Trama
Alcune famiglie di immigrati irlandesi guidate dal coriaceo Jimmy Callahan si insediano sulla terra dei Barkley sostenendo di aver regolarmente acquistato l'appezzamento da un'agenzia di San Francisco, l'Aquila Land Company. Heath vorrebbe trovare una soluzione pacifica, ma ogni tentativo di instaurare un dialogo è reso vano da Nick, il quale, irruento come al solito, finisce puntualmente per azzuffarsi con l'altrettanto testardo Callahan. Jarrod e Victoria, che si trovano a San Francisco per affari, confermano che l'Aquila Land non esiste e che gli irlandesi sono stati truffati; questi ultimi, però, hanno perduto tutto il loro denaro e sono perciò decisi a rimanere a qualsiasi costo. Nick, ricorrendo alla legge, riesce a costringerli ad andarsene, ma alla fine, pentito e dispiaciuto per la loro situazione, con il benestare del resto della famiglia concede loro una proprietà dei Barkley in disuso dove sistemarsi.
- Guest Star: Claude Akins (Jimmy Callahan), Noreen Corcoran (Sharon).
- Altri interpreti: Eleanor Audley (signora Callahan), J. Pat O'Malley (anziano irlandese), Ken Lynch (negoziante), Napoleon Whiting (Silas), Olan Soule (telegrafista), John Harmon (conduttore del treno), Joe Higgins (passeggero).

## La ragazza di Billy Joe
- Titolo originale: Judgement in Heaven
- Diretto da: Murray Golden
- Scritto da: Mel Goldberg

### Trama
La giovane Maybelle Williams è la fidanzata di Billy Joe Gaines, un pericoloso criminale recentemente evaso di prigione, ed è stata incarcerata a sua volta con l'accusa di complicità nonostante le prove contro di lei siano soltanto indiziarie. Jarrod, in qualità di suo avvocato, ottiene dal giudice Parker che la ragazza, ancora minorenne, sia affidata alla sua custodia e le sia concesso di trascorrere il Natale al ranch dei Barkley: la famiglia è perplessa, in particolare Nick, assolutamente convinto che Maybelle sia tale e quale al fidanzato. La ragazza, in effetti, non tarda a causare pasticci, ma si rivela anche generosa e di buon cuore e si affeziona sinceramente ai Barkley; proprio quando le cose iniziano a mettersi per il meglio, però, Billy Joe fa ritorno nella vallata per riprendere con sé Maybelle e quest'ultima fugge assieme a lui. Jarrod è deluso, ma poco tempo dopo Maybelle si riconsegna a lui spontaneamente: aveva infatti soltanto finto di seguire Billy Joe per non mettere in pericolo i Barkley. Parker, che aveva scommesso una scatola di sigari contro la buona fede della ragazza, è così costretto a pagare a Jarrod il proprio debito.
- Guest Star: Lynn Loring (Maybelle Williams).
- Altri interpreti: Nicolas Surovy (Billy Joe Gaines), Patrick Culliton (Corey), R.J. Porter (Hayes), Ned Wever (giudice Parker), Napoleon Whiting (Silas), Frank Scannell (Dr. Merar), Kay Reynolds (Meg Travis), Kay Stewart (Helen Travis).

## Un giorno da dimenticare
- Titolo originale: The Invaders
- Diretto da: Arnold Laven
- Scritto da: Jay Simms

### Trama
Heath viene ferito dai Cade, una banda di vagabondi intenzionati a rapinarlo e quindi ucciderlo; resosi conto che il ragazzo appartiene ad una famiglia ricca, "Daddy" Cade, il capobanda, decide invece di inscenare un incidente e di riportare Heath a casa per intascare una ricompensa. Victoria e Audra, ignare, pagano i Cade per il disturbo come previsto e offrono loro ospitalità, ma Victoria si lascia sfuggire che Eugene, Jarrod e Nick, recatisi a San Francisco per affari, non torneranno prima di qualche giorno e i Cade decidono di approfittarne per svaligiare la casa. Victoria, già sospettosa, ha la conferma di quale sia la vera natura dei Cade quando si accorge che uno di loro indossa la camicia di Johnson, un cowboy dei Barkley rimasto vittima di un misterioso agguato qualche giorno prima; Victoria, Audra e Heath riescono a far sloggiare i vagabondi con l'aiuto di Allie Kay, la figlia di "Daddy" Cade, che si è innamorata di Heath e si è schierata al fianco dei Barkley.
- Guest Star: John Dehner (John Wesley "Daddy" Cade), Yvonne Craig (Allie Kay), Michael Greene (Pinto).
- Altri interpreti: Charles Briles (Eugene Barkley), Tom Fadden (Cleek), Claude Hall (Copper), Napoleon Whiting (Silas), Noah Keene (Dr. Murrow), Pat Hawley (Johnson), June C. Ellis (Bessie).

## Una sposa per Nick Barkley
- Titolo originale: By Fires Unseen
- Diretto da: Ralph Senensky
- Scritto da: Ken Trevey

### Trama
Nick fa ritorno da un viaggio a San Francisco con una sorpresa che lascia la famiglia di stucco: si è infatti fidanzato con una ragazza di nome Hester e l'ha portata al ranch per farla conoscere alla madre e ai fratelli. Seppur titubanti, i Barkley decidono di concedere ad Hester una possibilità e la famiglia parte per un breve viaggio tra le montagne per conoscere meglio la ragazza. Durante la gita, Hester si interessa sempre di più a Heath e ciò causa una seria di malintesi che sfociano in un terribile litigio tra Nick e Heath: i fratelli vengono alle mani e Nick finisce con il precipitare da una scarpata, ferendosi alla schiena e rischiando di rimanere paralizzato. Hester si sente in colpa per l'accaduto e infine, grazie all'incoraggiamento di Victoria, trova il coraggio di ammettere a se stessa e a Nick che il suo sentimento per lui era soltanto una breve e superficiale infatuazione, esattamente come la cotta che si era presa per Heath, e lo esorta a riappacificarsi con il fratello. Nick, seppure triste, apprezza la sincerità di Hester e rompe il fidanzamento con il consenso di quest'ultima. Tornati a casa, Nick guarisce dalla lesione alla schiena, che per fortuna non era grave, e tutto ritorna alla normalità.
- Guest Star: Diane Baker (Hester).
- Altri interpreti: Charles Briles (Eugene Barkley), Napoleon Whiting (Silas), Frank Scannell (Dr. Merar), King Johnson (taglialegna).

## Il falsario
- Titolo originale: A Time to Kill
- Diretto da: Bernard McEveety
- Scritto da: Peter Packer

### Trama
Jarrod ospita Brett Skyler, un suo vecchio amico e compagno di studi dei tempi dell'università. Poco tempo dopo un agente dei servizi segreti, Monroe, si presenta al ranch e informa Jarrod che Brett è molto probabilmente coinvolto in un traffico di banconote fasulle. Jarrod non vuole credere che il suo amico sia diventato un falsario e Monroe gli suggerisce di indagare lui stesso su Brett; inizialmente sembra che Brett sia innocente, ma Jarrod inizia a sospettare davvero di lui quando l'amico gli confida di voler depositare una grossa somma presso la banca di Stockton, apparentemente senza alcun motivo. Brett, da parte sua, è davvero giunto nella vallata con due complici, Clyde e Ketchie, per portare a termine l'ennesima truffa, ma la gentilezza di Jarrod fa affiorare in lui inaspettati sensi di colpa; ciononostante, nottetempo Brett e la sua banda rapinano comunque la banca sostituendo il denaro autentico con quello contraffatto. Successivamente Brett, roso dal rimorso, si reintroduce nella banca all'insaputa dei complici per rimettere la refurtiva nella cassaforte, ma viene sorpreso da Jarrod; Clyde e Ketchie, che tenevano d'occhio Brett, irrompono per mettere mano al denaro, ma Brett riesce a far scattare l'allarme e a far catturare gli ormai ex complici. Brett viene arrestato da Monroe, ma Jarrod, grato nei confronti dell'amico, si offre di essere il suo avvocato.
- Guest Star: William Shatner (Brett Skyler), Frank Marth (Monroe), James Griffith (Clyde).
- Altri interpreti: Jason Wingreen (Ketchie), Robert Cornthwaite (Luther Kirby), Napoleon Whiting (Silas), Army Archerd (banchiere), Michael Harris (sceriffo), Mike de Anda (Ciego), Rhoda Williams (Esther), Jerry Fogel (bigliettaio).

## Il bandito e la maestra
- Titolo originale: Teacher of Outlaws
- Diretto da: Michael Ritchie
- Scritto da: Lou Morheim

### Trama
Victoria viene rapita dagli uomini del fuorilegge Sam Balden per un insolito motivo: Sam vuole infatti che la donna gli insegni a leggere e a scrivere. Victoria è stata scambiata per una maestra perché sostituiva brevemente la signorina Keller, una vera insegnante, e si vede costretta a portare avanti la finzione. A poco a poco Victoria si rende conto che Sam nasconde una grande sensibilità e ne ha la prova quando il bandito le confida di voler imparare a scrivere per poter incidere una lapide in legno che ha realizzato per la tomba della moglie, morta un anno prima. Nel frattempo, Jarrod, Nick e Heath si mettono sulle tracce dei rapitori della madre; il cerchio si stringe sempre di più e la banda di Sam inizia a ribellarsi alla cocciuta decisione dell'uomo di restare in zona fino alla fine delle lezioni. I Barkley riescono a trovare e circondare il covo di Sam e l'identità di Victoria è così scoperta; Will, l'unico membro della banda rimasto, cerca di approfittarne per costringere i Barkley a ritirarsi, ma Sam si sacrifica sparando al complice per liberare Victoria. Privo del suo ostaggio e abbandonato dal resto della sua banda, Sam cerca comunque di dare battaglia, ma rimane ucciso. Prima di andarsene, Victoria seppellisce il corpo di Sam e in un attimo di profonda commozione lascia sulla sua tomba il libretto con cui gli stava insegnando a leggere.
- Guest Star: Harold J. Stone (Sam Balden), Steve Ihnat (Will).
- Altri interpreti: Ken Drake (Dr. Briggs), Pepe Callahan (Julio), Ken Lynch (sceriffo), Dennis Cross (Bates), Mark Hateley (Johnny), Timothy Carey (padre Clegg).

## Il detenuto di San Quintino
- Titolo originale: Under a Dark Star
- Diretto da: Michael Ritchie
- Scritto da: Ken Trevey

### Trama
Un uomo di nome Keno Nash viene liberato dopo aver scontato nove anni di reclusione per un omicidio che in realtà non aveva commesso. L'avvocato che lo fece condannare fu proprio Jarrod e Keno, prima di essere rinchiuso, lo minacciò di ucciderlo non appena fosse stato rilasciato. Informato della sua scarcerazione, Jarrod, sentendosi in colpa, gli offre un posto di lavoro al ranch. Le cose si rivelano molto più difficili del previsto a causa del fatto che Keno, pur non avendo mai ucciso nessuno, apparteneva ad una banda di sciacalli e molte persone nella vallata, inclusi gli uomini al servizio dei Barkley, gli sono perciò ostili; Follet, in particolare, un dipendente dei Barkley la cui madre fu uccisa anni prima dalla banda di Keno, continua a provocarlo e a cercare di aizzargli contro i Barkley, senza però riuscirci. Follet, allora, cerca di risvegliare la rabbia di Keno verso Jarrod e lo fa ubriacare, con il risultato che Keno fa irruzione in casa e prende a pugni Jarrod davanti a tutti. La mattina dopo, terrorizzato all'idea di tornare in prigione per ciò che ha fatto, Keno fugge dal ranch e Jarrod lo segue per riportarlo indietro, ma rimane intrappolato da una tagliola. Keno, che in realtà non aveva mai serbato rancore a Jarrod perché consapevole di aver comunque meritato la galera per i crimini commessi con la banda degli sciacalli, lo libera e lo ringrazia per essere stato l'unico a dimostrargli vera amicizia. Follet viene cacciato dal ranch, gli uomini dei Barkley accettano finalmente Keno tra loro e tutto si conclude così per il meglio.
- Guest Star: Albert Salmi (Keno Nash), Bruce Dern (Follet).
- Altri interpreti: Richard O'Brien (Yankee), Chuck Francisco (Turpin), Chuck Bail (Catlin), K.T. Stevens (Meg), Bert Whaley (Warden), James Shen (barista), Michael Harris (giudice), Charles Horvath (guardia).

## Il viaggio senza ritorno
- Titolo originale: Barbary Red
- Diretto da: Michael Ritchie
- Scritto da: Judith Barrows

### Trama
Mentre si trovano in un saloon in un porto, Nick e due suoi amici, Hap e Clint, vengono narcotizzati e arruolati a forza come marinai su una nave. Jarrod indaga sulla scomparsa del fratello e sospetta immediatamente di Barbara, detta Barbary Red, l'affascinante proprietaria del locale, che fu in passato una sua cliente e ha lavorato per Jack Thatcher, un criminale specializzato proprio nel reclutamento coatto. Mentre Eugene e Heath indagano al porto, Jarrod cerca di scoprire qualcosa da Barbary Red: quest'ultima è davvero responsabile della scomparsa di Nick e dei suoi amici e, pur non cadendo nella trappola di Jarrod, è sempre più rosa dai dubbi e dai rimorsi. Nick, Hap e Clint saranno imbarcati assieme ad altri uomini sulla Halcyon, una nave diretta verso i tropici al comando del capitano Robert Waterman; i tre cercano di ribellarsi, al che il reclutatore, che si rivela essere proprio Thatcher, uccide Hap affinché sia d'esempio a tutti, e Nick e Clint sono costretti a sottomettersi. Heath si fa adescare di proposito da Barbary Red per scoprire su quale nave si trova il fratello e grazie a ciò i Barkley riescono a sgominare la banda di Thatcher; il trafficante muore tentando la fuga, ucciso dallo stesso Jarrod. Barbary Red viene arrestata, ma Jarrod, che ha compreso che la donna non era in realtà malvagia ma solo troppo debole per ribellarsi a Thatcher, decide di offrirle nuovamente assistenza legale, nella speranza di dare a Barbary Red la possibilità di diventare una persona migliore.
- Guest Star: Jill St. John (Barbary Red), George Kennedy (Jack Thatcher).
- Altri interpreti: Charles Briles (Eugene Barkley), John Hoyt (capitano Robert Waterman), Paul Sorensen (Hap), Bing Russell (Clint), John Orchard (Banks), Donna Michelle (Dolly), Michael Harris (sceriffo), Ric Roman (scagnozzo).

## Handy il killer
- Titolo originale: The Death Merchant
- Diretto da: Bernard McEveety
- Scritto da: Jay Simms

### Trama
I Barkley devono risolvere una controversia con i Craddock, una famiglia il cui ranch confina con il loro; il limite naturale tra le due proprietà è un fiume che ha cambiato il proprio corso a causa delle piogge e, come risultato, gli aranceti dei Barkley si trovano ora sul territorio dei Craddock, che li rivendicano come propri e intendono rimuoverli per realizzare un pascolo. Jarrod intende affrontare la questione in tribunale, ma le arance sono ormai mature e se non andranno colte entro pochi giorni il raccolto andrà perduto. Nel frattempo, Handy Random, un anziano pistolero che sei anni prima uccise l'assassino di Tom Barkley, fa visita alla famiglia e si offre di proteggere gli uomini dei Barkley finché non avranno ultimato il raccolto. I Barkley inizialmente rifiutano per non peggiorare le cose, ma la faida degenera comunque a causa del fatto che Handy ha ferito uno dei figli di Ezra Craddock, che l'aveva assalito, mentre attraversava gli aranceti; Ezra, furioso, è pronto a ricorrere alle armi e i Barkley sono dunque costretti ad assumere Handy. Heath avvisa i fratelli di non fidarsi di un uomo troppo abituato a vivere di espedienti per essere davvero leale a qualcuno, e in effetti Handy non tarda a fare il doppio gioco, facendosi assumere anche dai Craddock. Audra scopre tutto e corre ad avvisare i Craddock; Handy, vedendosi scoperto, cerca di eliminare la ragazza e finisce con l'uccidere Frank, uno dei figli di Ezra, per poi essere infine colpito a morte da Audra stessa. Al funerale di Frank, Ezra ringrazia i Barkley per aver vendicato il figlio e mette fine alla faida, accettando di risolvere la questione pacificamente.
- Guest Star: James Whitmore (Handy Random), Royal Dano (Ezra Craddock).
- Altri interpreti: Jim McMullan (Frank Craddock), Steve Whittaker (Joe Craddock), Napoleon Whiting (Silas), Pepe Hern (Pedro), Michael Harris (sceriffo).

## Il ricatto di un amico
- Titolo originale: the Fallen Hawk
- Diretto da: Paul Henreid
- Scritto da: Ken Pettus

### Trama
Ward Witt, una vecchia conoscenza di Heath, chiede al ragazzo un prestito. Heath, che sa che l'amico è in realtà un opportunista che si è già approfittato di lui in passato, accetta a patto che Ward domi uno stallone appena acquistato dai Barkley. Ward accetta, ma viene disarcionato dal cavallo e riporta una lesione alla schiena che lo lascia paralizzato dalla vita in giù. Il medico assicura che molto probabilmente la paralisi è solo temporanea, ma Heath si sente comunque responsabile dell'accaduto e offre aiuto e assistenza a Ward e a sua moglie, Nora, per tutto il tempo necessario. Ward non tarda a servirsi di Heath, arrivando addirittura a nascondere la sua completa guarigione dalla paralisi, qualche tempo dopo l'incidente, persino a Nora; l'uomo convince inoltre Heath a concedergli un'enorme somma e Nora, oltraggiata, cerca inutilmente di fermarlo. La donna è costretta a sottomettersi, ma quando scopre le bugie di Ward, reagisce e nella colluttazione che segue rimane apparentemente uccisa. Heath arriva per consegnare a Ward il denaro e quest'ultimo, per evitare la condanna, decide di eliminarlo per far sembrare il tutto un delitto d'onore; Heath, però, ha la meglio e lo fa arrestare. Nora, che in realtà era soltanto rimasta stordita, si riprende e lascia la vallata per costruirsi una nuova vita.
- Guest Star: Peter Haskell (Ward Witt), Marlyn Mason (Nora Witt).
- Altri interpreti: Dennis Cross (Ben Keel), Alexander Lockwood (Dr. Merar), Paul Comi (Mr. Pursey), Jim Boles (negoziante), Harry Swoger (barista).

## Gioco d'azzardo
- Titolo originale: Hazard
- Diretto da: Arnold Laven
- Scritto da: Harry Kronman

### Trama
Un uomo di nome Gil Anders si presenta al ranch chiedendo di Heath e viene ferito da due cacciatori di taglie mandati da Ben Coulter, giudice di Coreyville: Gil è infatti accusato dell'omicidio di un certo Horace Aimes e su di lui pende una taglia di cinquecento dollari. Jarrod, che conosce la pessima reputazione di Coulter, rifiuta di consegnare Gil, ma Heath è di tutt'altra opinione: Gil è infatti un suo vecchio amico che anni prima lo tradì abbandonandolo durante un viaggio e rubandogli tutte le provviste. Jarrod si reca a Coreyville per scoprire la verità e si trova a lottare contro il pesante clima di omertà che pervade la cittadina. Gli uomini di Coulter cercano di eliminarlo e Jarrod viene tirato fuori dai guai da Amy, la moglie di Matt, il nipote di Coulter, che gli spiega come stanno realmente le cose: Horace Aimes è stato in realtà ucciso da Matt, che credeva che l'uomo avesse una relazione con Amy, e Gil è in realtà solo un capro espiatorio. Matt muore per mano dei fratelli Barkley tentando di togliere di mezzo Jarrod e Coulter cerca di farli arrestare, ma la testimonianza di Amy salva la situazione. Tornati a casa, Heath acconsente finalmente a parlare con Gil, che era venuto a cercarlo semplicemente per chiedergli perdono per ciò che aveva fatto, e il ragazzo accetta le sue scuse.
- Guest Star: Bert Freed (giudice Ben Coulter), Audrey Dalton (Amy Coulter), Frank Marth (sceriffo Ollie Lanson), Lew Gallo (Matt Coulter).
- Altri interpreti: Robert Yuro (Gil Anders), Rex Holman (Will Hover), Mort Mills (sceriffo Fred Madden), John Rayborn (Cass Weydon), Alexander Lockwood (Dr. Merar), Mike de Anda (Ciego), Dick Cangey (uomo di Coreyville), Larry J. Blake (proprietario dell'hotel).

## Legittima difesa
- Titolo originale: Into the Widow's Web
- Diretto da: Virgil W. Vogel
- Scritto da: Ken Trevey

### Trama
Heath rivede inaspettatamente una sua vecchia fiamma, Liberty, ora sposata con un altro uomo, Ambrose Keane, con il quale si esibisce in pericolosi giochi di prestigio con la pistola. Dopo aver passato una piacevole serata parlando dei vecchi tempi, Heath accompagna Liberty a casa, ma Ambrose fraintende la situazione e picchia violentemente la moglie. Heath interviene e parte una sparatoria che si conclude con la morte di Ambrose. Il ragazzo viene accusato di omicidio: Liberty sostiene che si sia trattato di legittima difesa, ma il procuratore distrettuale Phil Archer, che ha in forte antipatia i Barkley, è ben deciso a dimostrare il contrario. Al processo, tuttavia, Jarrod riesce a provare che è stata Liberty a uccidere Ambrose e che l'ha fatto in modo da poter sposare Heath, del quale è ancora innamorata. Presa dal panico, Liberty ruba una pistola e nel conflitto a fuoco che segue rimane mortalmente ferita; la donna fa appena in tempo ad ammettere ogni cosa, dopodiché muore tra le braccia di Heath. Il caso è chiuso e Archer porge le proprie scuse ai Barkley.
- Guest Star: Kathleen Nolan (Liberty Keane), David Sheiner (Phil Archer), King Donovan (Ambrose Keane).
- Altri interpreti: Ken Lynch (sceriffo), Joe Higgins (Mortensen), Lewis Charles (Cully Tedrow), Harlan Warde (Judd Fletcher), Walker Edmiston (coroner).

## L'evaso di Tamarack
- Titolo originale: By Force and Violence
- Diretto da: Virgil W. Vogel
- Scritto da: Peter Packer

### Trama
Victoria e Heath sono in viaggio quando il loro carro rimane bloccato nel pantano; Heath cerca di liberare la vettura, ma improvvisamente una delle ruote cede e il carro gli crolla addosso, intrappolandolo. Victoria si precipita a cercare soccorsi e s'imbatte in Henry Dixon, un evaso che però rifiuta di aiutarla, al che la donna lo costringe a collaborare tenendolo sotto tiro di un fucile. Dixon è un giocatore d'azzardo accusato di un omicidio che però egli sostiene di non aver commesso ed è inseguito da due tenaci cacciatori di taglie intenzionati a catturarlo vivo o morto. Grazie al suo aiuto, Victoria riesce a liberare Heath, dopodiché, riconoscente, permette a Dixon di andarsene indisturbato e fornisce di proposito indicazioni sbagliate ai cacciatori.
- Guest Star: Bruce Dern (Henry Dixon).
- Altri interpreti: L.Q. Jones (Cort), Harry Dean Stanton (Swain).

## Il re del fiume
- Titolo originale: The River Monarch
- Diretto da: Sutton Roley
- Scritto da: Corey Wilber

### Trama
Il River Monarch, un battello fluviale dei Barkley affondato durante la guerra di secessione, viene ritrovato, ma non vi è traccia dell'oro che trasportava per conto del governo. I ladri sono un gruppo di simpatizzanti sudisti di cui fa parte anche Cyrus De Land, anziano responsabile della compagnia di navigazione dei Barkley e padre di Melanie, nuovo interesse amoroso di Nick; per evitare la forca, i cospiratori decidono di accusare Tom Barkley. La campagna denigratoria è affidata al giornalista Peter Doolin e non tarda a mettere nei guai i Barkley; Jock MacLean, l'ufficiale incaricato del recupero dell'oro e vecchio amico dei Barkley, informa la famiglia che se le accuse si riveleranno fondate spetterà a loro risarcire il governo pagando l'equivalente dell'oro scomparso, ossia un milione di dollari. Nick sospetta di Cyrus e interroga Melanie, la quale, presa dal panico, rivela accidentalmente i nomi dei cospiratori; Doolin, informato da Cyrus, cerca di eliminare Nick, che tuttavia si salva grazie all'intervento di Jock. Melanie, preoccupata per Nick, decide di porre fine a tutto e gli rivela che Cyrus ha corrotto Jock e s'incontrerà con lui per consegnargli l'oro in cambio dell'amnistia per sé e i compagni. Nick sorprende i due e Jock, dapprima intenzionato ad eliminarlo, si pente e si consegna spontaneamente alle autorità: il nome di Tom Barkley e della famiglia è così salvo.
- Guest Star: Chips Rafferty (Jock MacLean), Katherine Justice (Melanie De Land).
- Altri interpreti: Curt Conway (Cyrus De Land), John Rayner (Peter Doolin), J.P. Burns (Anson Gregory), Napoleon Whiting (Silas), Sam Javis (Sam Porter), Charles Land (caporale Drum), Mark Levy (ragazzino).

## Il favoloso Mida
- Titolo originale: The Midas Man
- Diretto da: Arnold Laven
- Scritto da: Margaret Armen

### Trama
Audra cede al fascino di Scott Breckenridge, uno speculatore giunto nella vallata per approfittare della crisi creata da una terribile siccità. McKelvy, Holman e Mead, tre proprietari terrieri amici dei Barkley, si fanno dare un prestito da Breckenridge per acquistare le provviste necessarie a mantenere le rispettive mandrie fino all'apertura del mercato; Jarrod è molto preoccupato, e infatti la situazione degenera rapidamente quando Breckenridge rifiuta di prorogare il prestito e McKelvy, Holman e Mead accusano i Barkley di complicità con lo speculatore. Gli uomini rischiano di perdere i loro terreni e Audra, resasi ormai conto della vera natura di Breckenridge, offre all'uomo di diventarne l'amante in cambio della proroga; Breckenridge, colpito dalla determinazione di Audra, estende i termini di pagamento senza ulteriori condizioni e lascia la vallata. Un temporale mette finalmente fine alla siccità e Audra riflette su quanto appena vissuto, chiedendosi se ciò che era disposta a fare non fosse in realtà altro che il frutto di pura disperazione; Victoria rassicura la figlia che è stata la sua forza di volontà a salvare la situazione e la esorta a non perdersi mai d'animo.
- Guest Star: Tom Tryon (Scott Breckenridge).
- Altri interpreti: Walker Edmiston (Titus McKelvy), Hal Lynch (Ed Mead), Richard O'Brien (Jace Holman).

## Il tunnel dell'oro
- Titolo originale: Tunnel of Gold
- Diretto da: Virgil W. Vogel
- Scritto da: Arthur Browne, jr.

### Trama
Una vecchia amica di Victoria, Elaine, e suo marito Bert stanno per aprire un emporio a Stockton, ma il negozio viene invaso da una banda di malviventi comandati da un tale Frank Colder: il loro piano è creare un passaggio sotterraneo dal locale fino al deposito bagagli della stazione, dov'è custodito un carico d'oro. Le cose si complicano ulteriormente quando si scopre che Bert è in realtà in combutta con i banditi perché la banca ha appena negato un grosso prestito di cui aveva bisogno per avviare l'attività. Audra ed Elaine scoprono tutto e vengono rinchiuse nella cantina; i lavori di scavo del passaggio, però, hanno aperto una sacca di gas velenoso e i banditi sono costretti a sospendere l'operazione. Colder intende lasciare Audra ed Elaine a morire per non avere testimoni, al che Bert si ribella e viene abbandonato assieme alle due donne; Bert riesce ugualmente a dare l'allarme e i Barkley riescono a salvarli e a far arrestare Colder e la sua banda. Tutto si risolve così per il meglio e i Jason possono finalmente inaugurare il loro negozio.
- Guest Star: Warren Stevens (Bert Jason), Jeanne Cooper (Elaine Jason), Malachi Throne (Frank Colder).
- Altri interpreti: Don Diamond (Border), Paul Trinka (Dave), Charles Wagenheim (commesso), Joe Higgins (commesso viaggiatore), Scott Peters (Lou Stone).

## Dramma sul treno
- Titolo originale: Last Train to the Fair
- Diretto da: Virgil W. Vogel
- Scritto da: Paul Savage

### Trama
Mentre i Barkley sono in viaggio su un treno, Audra è colpita da una grave appendicite e viene aiutata dall'unico medico presente a bordo, Travers, il quale è inseguito da alcuni uomini intenzionati ad ucciderlo. Due di essi, l'anziano Aaron Moyers e il figlio Andy, riescono a salire sul treno e rivelano ai Barkley che Travers è in realtà Lucian Keller, un criminale che ha appena scontato tredici anni di galera per aver saccheggiato e raso al suolo la città di Colbyville; gli uomini che vogliono ucciderlo sono i superstiti del massacro ed ora sono intenzionati a catturarlo per impiccarlo loro stessi. Le condizioni di Audra si aggravano e Keller è costretto ad operarla immediatamente; per far ciò, però, i Barkley devono far sganciare il vagone in cui si trovano per fermarsi e gli uomini di Colbyville ne approfittano per accerchiarli. Keller propone ai Moyers di concedergli mezz'ora per operare Audra, dopodiché si consegnerà spontaneamente; i Moyers accettano e il medico, assistito dai Barkley, esegue l'intervento, riuscendo a salvare la ragazza. Gli uomini di Colbyville, colpiti, si rendono conto che Keller è davvero diventato un'altra persona e rinunciano alla vendetta. La locomotiva torna indietro per riagganciare il vagone e il viaggio si conclude così nel migliore dei modi.
- Guest Star: Richard Anderson (Dr. Travers/Lucian Keller), Karl Swenson (Aaron Moyers), Tim McIntire (Andy Moyers).
- Altri interpreti: James McCallion (Charlie Wellman), Nora Marlowe (Cora Wellman), Hal Lynch (Ab Stullman), Betty Harford (Grace Stullman), Ken Mayer (Deakes), Charles Bail (Mel), Charles Horvaith (Ford), Napoleon Whiting (Silas).